# Leptogenys letilae
Leptogenys letilae é uma espécie de formiga do gênero Leptogenys, pertencente à subfamília Ponerinae.